# 71 (число)
71 (сімдеся́т оди́н) — натуральне число між  70 та  72.

## У математиці
- 20-е просте число

## У науці
- Атомний номер  лютецію

## В інших областях
- 71 рік, 71 рік до н. е., 1971 рік
- ASCII-код символу «G»
- 71 —  Код суб'єкта Російської Федерації і Код ГИБДД-ДАІ  Тульської області.
- Кількість членів  Великого Синедріону